# بیابان خاران

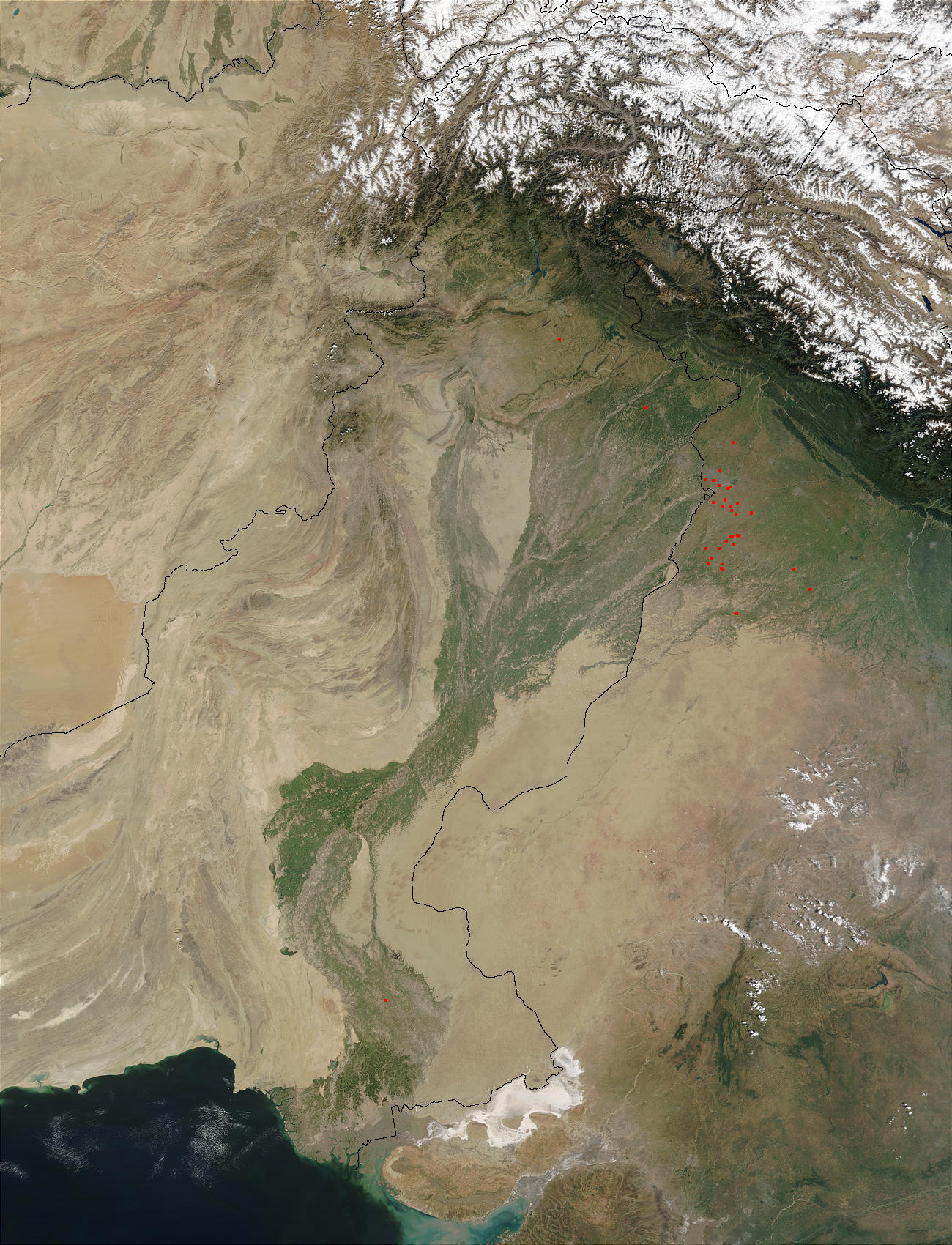
بیابان خاران.

بیابان خاران (به اردو: خاران صحرا) یک بیابان شن و ماسه‌ای واقع در استان بلوچستان پاکستان است.
این بیابان پستی‌بلندی‌های شدید و اختلاف دماهای مفرطی دارد. سطح این بیابان از تپه‌های شنی روان تشکیل شده که لایه‌ای از ریگزار در زیر آن قرار دارد. ارتفاع این تپه‌های روان به ۱۵ تا ۳۰ متر می‌رسد.
محدوده‌های بین تپه‌های روان به هنگام خشکی به صورت زمینی سفت و سخت و به هنگام بارش به صورت یک حوضچه گل‌آلود در می‌آیند.
ارتفاع سطح بیابان از حدود ۱۰۰۰ متر در شمال به حدود ۲۵۰ متر در جنوب غرب کاهش می‌یابد. میانگین بارش سالانه در سراسر این بیابان‌ها کمتر از ۱۰۰ میلی‌متر است. بیابان شامل حوزه‌های زهکشی داخلی و دریاچه‌های خشک معروف به هامون است. این منطقه به ویژه به خاطر سراب‌های دائمی‌اش و توفان‌های شدید و ناگهانی شن که در آن پدید می‌آید معروف است.
در سال ۱۹۹۸ آزمایش‌های هسته‌ای پاکستان در راس‌کوه و در صحرای خاران، هر دو در شمال غربی بلوچستان انجام شد. آزمایش هسته‌ای در خاران که در ۳۰ مه ۱۹۹۸ انجام شد دومین آزمایش هسته‌ای پاکستان و اسم رمز آن چاغی-۲ بود.

## ویژگی‌ها
نوشیروانی‌ها، ایل حاکم در خاران، خود را از اصل ایرانی می‌دانند. ایل‌های مهم دیگر منطقه عبارت‌اند از: رخشانی، محمدحسنی، ساسُلی، سَمَلاری (دو ایل اخیر به زبان براهویی تکلم می‌کنند)
در دوره انگلیسیان، خاران امیرنشینی مجزا بود که زیر نظر کلات قرار داشت؛ پیش از آن زیر نظر قندهار بود؛ بیشتر محدوده این امیرنشین، کویر و مشتمل بر ناحیه وسیعی از تلماسه‌ها در قسمت جنوبی آن است. حد شمالی آن راس‌کوه است که آن را از چاغَی جدا می‌کند، و در جنوب به رشته‌کوه‌های سیاهان محدود است که آن را از پنجگور و مکران جدا می‌سازد. در دو سوی قسمت سفلای رودی که زمانی سدی بر آن بسته شده و با آب آن کشاورزی در همه فصول سال ممکن است، پس از مرکز امیرنشین (خاران ـ کلات) جنگل انبوهی از درختان گز وجود دارد.
در قسمت غربی هامونِ ماشکید، در ناحیه وسیعی، درختان خرما با کیفیتی نازل وجود دارد که در بومشناسی برخی از ایل‌های سرحدّ ـ که در غرب آن در ایران زندگی می‌کنند ـ نقش مهمی داشته است. تعدادی سد که با قطعه سنگ‌های بزرگ ساخته شده و امروزه در نوشته‌های باستان‌شناسان به «گَبَربَند» معروف‌اند ظاهراً در گذشته کشاورزی در زمین‌های پلّکانی تپه‌های مشرف بر فروبار اصلی را ممکن می‌ساخته است.
این نوع مهندسی هنوز هم در مقیاسی محدود در سراسر بلوچستان (و دیگر قسمتهای افغانستان و ایران و پاکستان) معمول است، ولی احتمالاً در دوره‌های آغازین اهمیت بیشتری داشته است.